# New Orleans Saints 2005
La stagione 2005 dei New Orleans Saints è stata la 39ª della franchigia nella National Football League. Con un record di 3-13 la squadra si classificò al quarto posto della propria division, mancando i playoff per il quinto anno consecutivo e portando al licenziamento di Jim Haslett. 
I Saints disputarono due gare di pre-stagione al Louisiana Superdome prima di venire costretti a lasciare New Orleans a causa dell'Uragano Katrina. Furono costretti a giocare il resto della stagione in trasferta, dividendosi tra l'Alamodome di San Antonio, il Tigers Stadium di LSU a Baton Rouge e giocando anche una partita al Giants Stadium.

## Scelte nel Draft 2005
| Scelte dei Saints nel Draft 2005               |        |                  |                  |               |
| Giro                                           | Scelta | Giocatore        | Ruolo            | College       |
| 1                                              | 13     | Jammal Brown *   | Offensive tackle | Oklahoma      |
| 2                                              | 40     | Josh Bullocks    | Defensive back   | Nebraska      |
| 3                                              | 82     | Alfred Fincher   | Linebacker       | Connecticut   |
| 4                                              | 118    | Chase Lyman      | Wide receiver    | California    |
| 5                                              | 152    | Adrian McPherson | Quarterback      | Florida State |
| 6                                              | 193    | Jason Jefferson  | Defensive tackle | Wisconsin     |
| 7                                              | 232    | Jimmy Verdon     | Defensive end    | Arizona State |
| * Convocato per almeno un Pro Bowl in carriera |        |                  |                  |               |

## Roster
| Roster dei New Orleans Saints nel 2005 |
| --- |
| Quarterback - 4 Todd Bouman - 2 Aaron Brooks Running Back - 25 Fred McAfee - 32 Antowain Smith - 27 Aaron Stecker - 28 Anthony Thomas - 44 Mike Karney FB Wide Receiver - 19 Devery Henderson - 81 Az-Zahir Hakim PR - 83 Donté Stallworth - 84 Michael Lewis - 87 Joe Horn - 88 Nathan Poole Tight End - 80 Shad Meier - 85 Ernie Conwell - 86 Zachary Hilton - 89 Lamont Hall Offensive Linemen - 60 Ben Archibald T - 61 Montrae Holland G - 64 Kendyl Jacox G - 65 LeCharles Bentley C - 67 Jamar Nesbit G - 70 Jammal Brown T - 72 Wayne Gandy T - 75 Jermane Mayberry G - 78 Jon Stinchcomb T Defensive Linemen - 92 Tony Bryant DE - 93 Darren Howard DE - 91 Will Smith DE - 66 Brian Young DE - 77 Rodney Leisle DT - 79 Jimmy Verdon DT - 94 Charles Grant DE - 97 Johnathan Sullivan NT - 98 Willie Whitehead DE Linebacker - 50 James Allen - 57 Colby Bockwoldt - 51 Terrence Melton - 52 Sedrick Hodge - 53 T.J. Slaughter - 55 Courtney Watson - 56 Alfred Fincher - 59 Ronald McKinnon Defensive Back - 21 Jason Craft CB - 37 Steve Gleason - 24 Dwight Smith S - 22 Fred Thomas CB - 23 Fred Booker DB - 28 Siddeeq Shabazz S - 29 Josh Bullocks S - 33 Joey Thomas CB - 34 Mike McKenzie CB - 35 Fakhir Brown CB - 40 Mel Mitchell S Special Team - 17 Mitch Berger P - 3 John Carney K - 47 Kevin Houser LS Lista delle riserve - 20 Jay Bellamy FS (IR) - 26 Deuce McAllister RB (IR) Squadra di allenamento - 5 Adrian McPherson QB |
| Legenda - I rookie sono in corsivo. - Il primo ruolo è il principale mentre gli eventuali successivi indicano i ruoli secondari. - (IR) sta per Injured Reserve ed indica la lista ristretta per un solo giocatore infortunato che può tornare ad allenarsi dopo la settimana 6 e a rientrare in prima squadra dopo che questa ha giocato 8 partite. - (NF-Inj.) / (NF-Ill.) stanno rispettivamente per Non-Football Injured e Non-Football Illness ed indicano le liste dove viene inserito un giocatore che ha un infortunio o una malattia non dipendente dal football americano. - (PUP) sta per Physically Unable to Perform ed indica la lista dove viene inserito un giocatore mentre è in attesa di recuperare la condizione fisica. Nella stagione regolare dopo la sesta partita giocata dalla propria squadra, il giocatore ha tempo tre settimane per riprendere ad allenarsi, più tre settimane aggiuntive dal suo rientro agli allenamenti per rientrare in prima squadra. |

## Calendario

Il Tiger Stadium durante una partita casalinga dei Saints nel 2005

Il quarterback Aaron Brooks contro i Chicago Bears

| Stagione regolare |                         |                    |                    |                              |
| Turno             | Avversario              | Risultato          | Record             | Stadio                       |
| 1                 | at Carolina Panthers    | V 23–20            | 1–0                | Bank of America Stadium      |
| 2                 | New York Giants         | S 10–27            | 1–1                | Giants Stadium               |
| 3                 | at Minnesota Vikings    | S 16–33            | 1–2                | Hubert H. Humphrey Metrodome |
| 4                 | Buffalo Bills           | V 19–7             | 2–2                | Alamodome                    |
| 5                 | at Green Bay Packers    | S 3–52             | 2–3                | Lambeau Field                |
| 6                 | Atlanta Falcons         | S 31–34            | 2–4                | Alamodome                    |
| 7                 | at St. Louis Rams       | S 17–28            | 2–5                | Edward Jones Dome            |
| 8                 | Miami Dolphins          | S 6–21             | 2–6                | Tiger Stadium                |
| 9                 | Chicago Bears           | S 17–20            | 2–7                | Tiger Stadium                |
| 10                | Settimana di pausa      | Settimana di pausa | Settimana di pausa | Settimana di pausa           |
| 11                | at New England Patriots | S 17–24            | 2–8                | Gillette Stadium             |
| 12                | at New York Jets        | V 21–19            | 3–8                | Giants Stadium               |
| 13                | Tampa Bay Buccaneers    | S 3–10             | 3–9                | Tiger Stadium                |
| 14                | at Atlanta Falcons      | S 17–36            | 3–10               | Georgia Dome                 |
| 15                | Carolina Panthers       | S 10–27            | 3–11               | Tiger Stadium                |
| 16                | Detroit Lions           | S 12–13            | 3–12               | Alamodome                    |
| 17                | at Tampa Bay Buccaneers | S 13–27            | 3–13               | Raymond James Stadium        |

## Classifiche
| NFC South                |    |    |   |      |     |      |     |     |     |
|                          | V  | S  | P | %    | DIV | CONF | PF  | PS  | STR |
| (3) Tampa Bay Buccaneers | 11 | 5  | 0 | .688 | 5–1 | 9–3  | 300 | 274 | V2  |
| (5) Carolina Panthers    | 11 | 5  | 0 | .688 | 4–2 | 8–4  | 391 | 259 | V1  |
| Atlanta Falcons          | 8  | 8  | 0 | .500 | 2–4 | 5–7  | 351 | 341 | S3  |
| New Orleans Saints       | 3  | 13 | 0 | .188 | 1–5 | 1–11 | 235 | 398 | S5  |